# George Middleton
Sir George Middleton (Ramsey, 1876 - 25 de outubro de 1938) foi um político do Partido Trabalhista no Reino Unido que serviu como Membro do Parlamento (MP) por Carlisle nas décadas de 1920 e 1930. Mais tarde, ele foi um comissário de propriedades da Igreja.
Nascido em Ramsey, Cambridgeshire, começou a trabalhar nos Correios, e se destacou no Sindicato dos Trabalhadores dos Correios, editando sua revista.
Ele contestou sem sucesso o eleitorado de Altrincham nas eleições gerais de 1918. Mudou-se para Carlisle quando da eleição de 1922, ganhando a cadeira do deputado nacional liberal em exercício. Ele foi reeleito em 1923, mas perdeu seu assento nas eleições gerais de 1924. Ele recuperou a cadeira na eleição de 1929, mas foi derrotado novamente em 1931 e não se candidatou novamente.
Em 1931 ele substituiu Sir Lewis Dibdin como Comissário da Primeira Igreja, tendo sido nomeado cavaleiro em 1935.